# André Beauneveu
André Beauneveu (Valenciennes, omstreeks 1335 - Bourges, omstreeks 1400) was een Henegouws beeldhouwer, kunstschilder en miniaturist. Hij werkte vooral in opdracht van graaf Lodewijk van Male, koning Karel V van Frankrijk en diens broer hertog Jan van Berry. Zijn werk had vooral een naturalistische, realistische stijl maar zijn later werk sloot ook aan bij de internationale gotiek van die tijd.

## Levensloop
Beauneveu werd geboren in Valenciennes dat toentertijd deel uitmaakte van het graafschap Henegouwen. Over zijn vroege jaren is er weinig bekend. De eerste vermelding van Beauneveu is deze van een maistre Andrieu le pointre (meester Andreas de schilder) in 1359 in de rekeningen van Yolande van Dampierre, de weduwe van graaf Hendrik IV van Bar, voor de versiering van een kapel in haar kasteel in Nieppe. De aanname dat Beauneveu de vermelde meester zou zijn, is omstreden.
Omstreeks 1364 was Beauneveu in Parijs en werkte hij met een aantal medewerkers voor koning Karel V die hem nostre estimé Andreu Beauneveu, nostre sculpteur (onze gewaardeerde André Beauneveu, onze beeldhouwer) noemde. Tussen 1367 en 1372 is er geen spoor van Beauneveu te bekennen. Er wordt verondersteld op basis van de volgende tekst uit de Kronieken van Jean Froissart:
maistre Andrieu avoit de bons ouvrages fussent demeurés en France ou en Hainaut, dont il étoit de nation, et au royaume d'Engleterre.
(meester André die mooie werken gemaakt heeft in Frankrijk, zijn geboorteland Henegouwen en in het koninkrijk Engeland.)
dat hij zou kunnen gewerkt hebben in dienst van de Engelse koningin Filippa van Henegouwen maar dit wordt door geen enkel document gestaafd.
In 1372 was Beauneuveu aanwezig in verscheidene Henegouwse en Vlaamse steden waar hij allerhande opdrachten uitvoerde. In 1374 trad hij in dienst van graaf Lodewijk van Male, die hem had aangesteld om aan zijn toekomstige graftombe te werken.
Vanaf 1386 was Beauneveu in dienst van hertog Jan van Berry, een groot kunstliefhebber en de jongere broer van de Franse koning. Hij kreeg er de titel surintendant de toute peinture et de sculpture (opzichter van alle schilder- en beeldhouwwerken). Hij werkte in diens kastelen en vervaardigde miniaturen voor een psalter van de hertog.
In 1397 werd hij als artistiek leider bij de hertog van Berry opgevolgd door Jean de Cambrai. Kunsthistorici nemen aan dat hij tussen 1400 en 1403 in Bourges stierf.

## Werken

### Beeldhouwkunst

#### Abdij van Saint-Denis

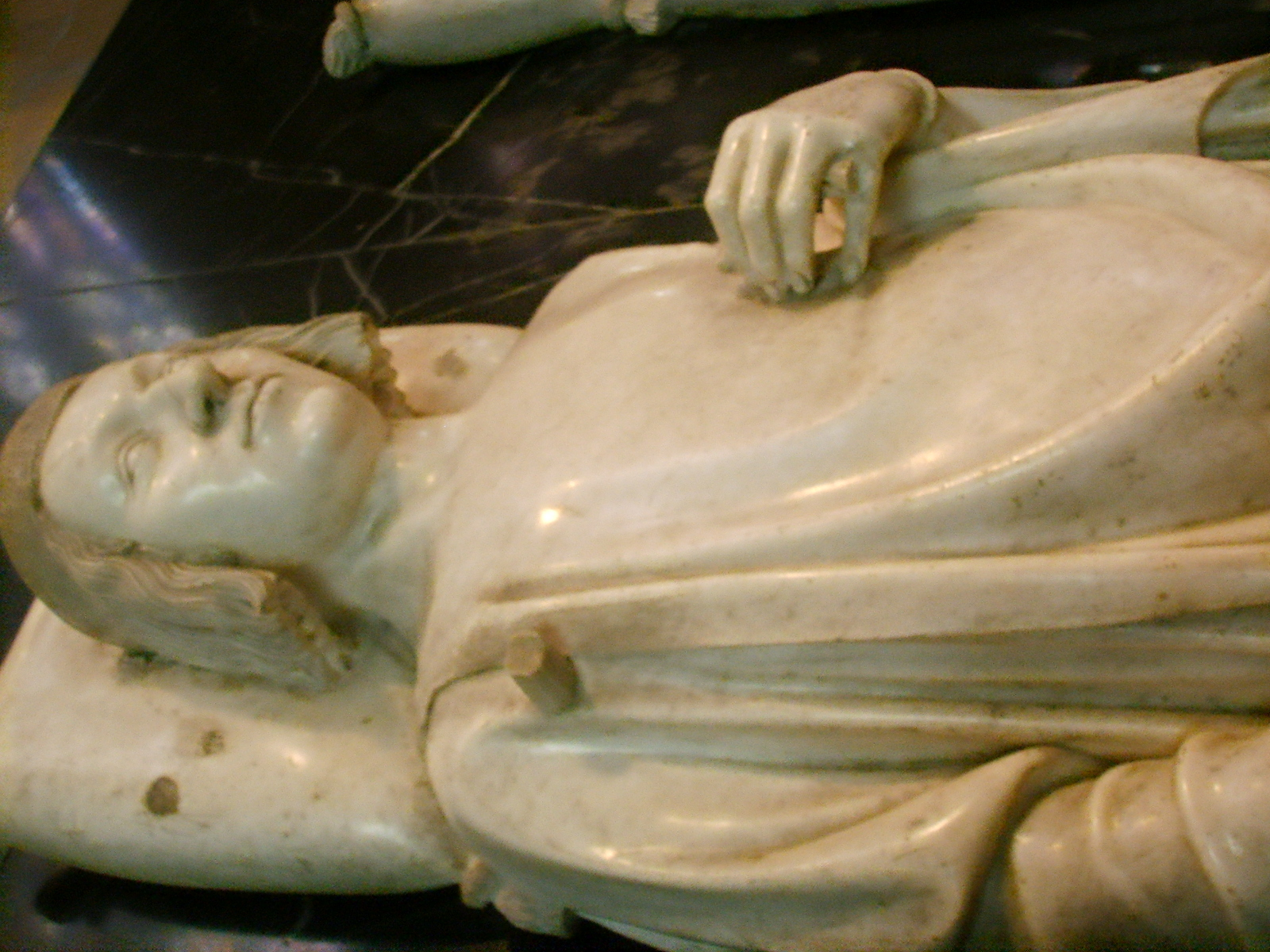
Beauneveu: Gisant van de Franse vorst Karel V

In 1364 kreeg Beauneveu de opdracht van de Franse koning Karel V om vier graftombes met vier bijbehorende gisanten te vervaardigen voor de abdij van Saint-Denis, waar de Franse vorsten van het Huis Capet traditioneel begraven werden. Met de opdracht voor de graftombes voor zijn grootouders langs vaders zijde Filips VI van Frankrijk en Johanna van Bourgondië, voor zijn vader Jan II van Frankrijk en voor zichzelf kregen de eerste leden van het Huis Valois een begraafplaats in de abdij en legitimeerde de vorst het nieuwe dynastieke huis als heersers van Frankrijk.
Beauneveu kreeg 4.700 goudfranken voor deze opdracht. De gisanten bestonden uit liggende, blinkende witmarmeren beelden die op een tombe met bovenaan zwarte gepolijste marmeren tegels werden geplaatst. Bij de Franse Revolutie in 1793 werden de tombes en het beeld van Johanna van Bourgondië vernield. De andere drie beelden zijn nog steeds in de kathedraal aanwezig.
Beauneveu had ervoor gekozen om Karel V, die op dat moment slechts 27 jaar oud was, voor te stellen alsof hij nog in leven was. Omdat dit beeld sterk afwijkt van de overige beelden is het niet uit te sluiten dat enkel het beeld van Karel V door Beauneveu werd vervaardigd terwijl de anderen beelden door zijn medewerkers of door anderen werden gerealiseerd. In de rekeningen na 1366 werd de naam van de beeldhouwer in elk geval niet meer teruggevonden.

#### Gravenkapel in Kortrijk

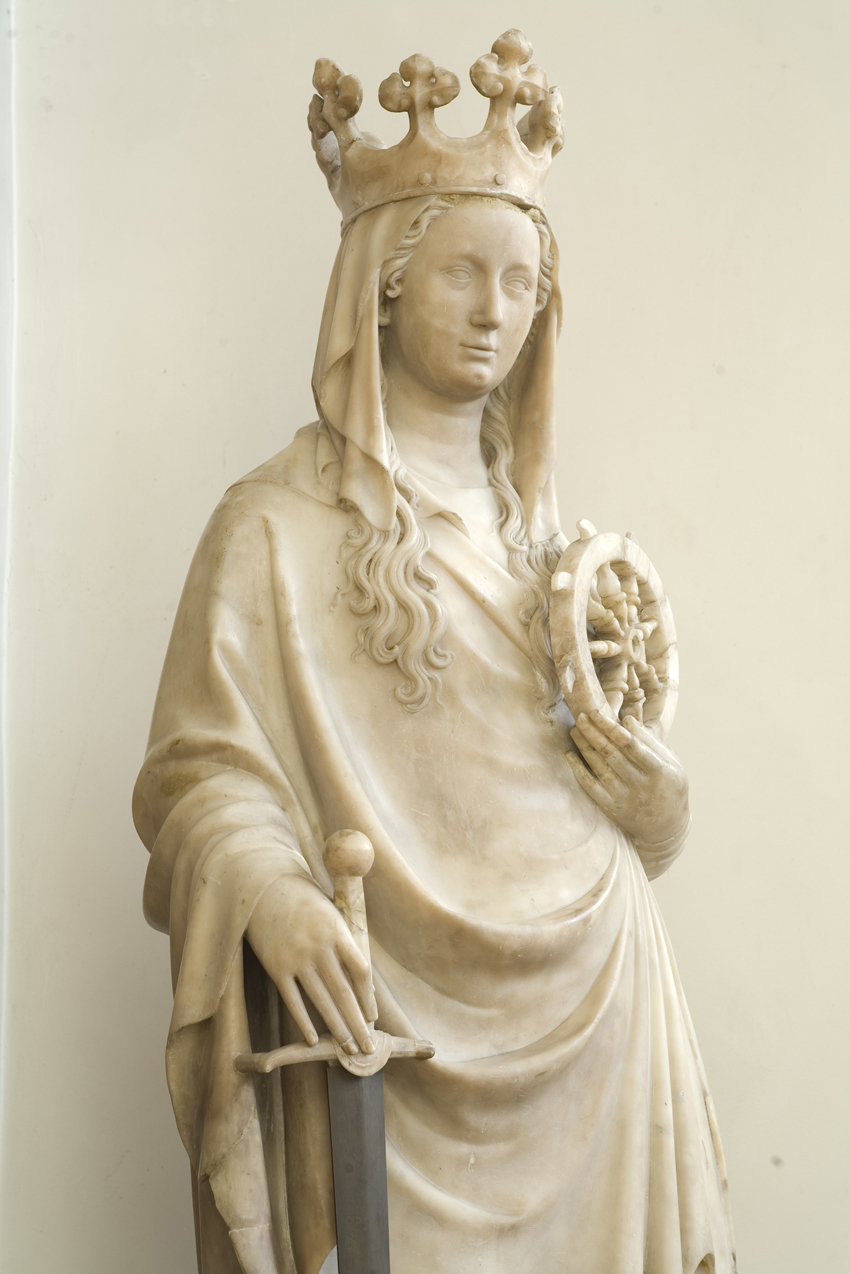
St. Catharina (Kortrijk)

In 1374 kreeg Beauneveu de opdracht van graaf Lodewijk van Male om een mausoleum te vervaardigen waarin hijzelf zou begraven worden. Het monument zou geplaatst worden in de pas gebouwde Gravenkapel aan het uiteinde van de zuidelijke apsis van de Kortrijkse Onze-Lieve-Vrouwekerk. Uit de rekeningen blijkt dat Beauneveu hieraan werkte tot in 1377 maar het monument nooit voltooide. Toen Lodewijk van Male in 1384 stierf, werd hij in de Sint-Pieterskerk van Rijsel begraven. Het was zijn schoonzoon Filips de Stoute die in 1455 een nieuwe graftombe voor Lodewijk liet vervaardigen.
Beauneuveu voltooide wel een beeld van de Catharina van Alexandrië, de patroonheilige van de Gravenkapel, dat tijdens de Beeldenstorm van 1566 kon worden verborgen. Het beeld uit carraramarmer is een voorbeeld van de 14e-eeuwse internationale gotiek die toen opgang begon te maken. De Vlaamse gemeenschap heeft het in 2012 erkend als cultuurhistorisch topstuk.
Ook de 102 zwikken die de nissen vormen voor de portretten van de graven van Vlaanderen werden door Beauneveu gebeeldhouwd.

#### Kastelen van Mehun-sur-Yèvre en van Bourges
Omstreeks 1386 trad Beauneveu in dienst van hertog Jan van Berry, een groot kunstliefhebber, en de jongere broer van Karel V die inmiddels overleden was. In het kasteel van Mehun-sur-Yèvre vervaardigde hij verscheidene beeldhouwwerken. Deze waren zo bekend dat Filips de Stoute zijn eigen kunstenaars Claus Sluter en Jean de Beaumetz naar Mehun stuurde om de werken te bestuderen. Het enige overgebleven werk van Beauneveu is een apostelhoofd dat in het Louvre wordt bewaard.
In het kasteel van Bourges werkte hij aan gebeeldhouwde versierselen in de Heilige Kapel. Hiervan zijn nog enkele beelden van profeten in een aantal openbare en privécollecties bewaard gebleven.

### Schilderkunst

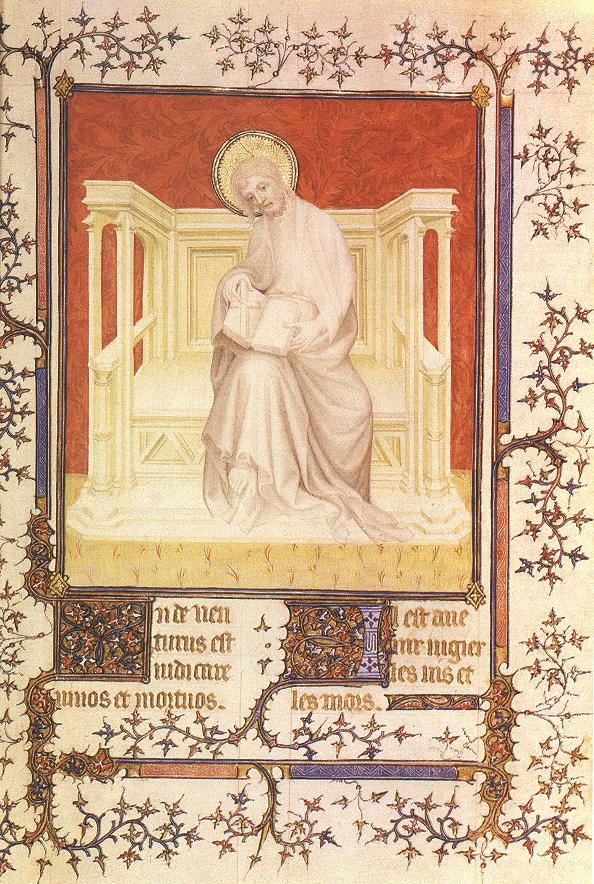
Beauneveu: Heilige Filippus in het psalter van Jean de Berry

Beauneveu vervaardigde omstreeks 1372 een aantal schilderijen in het schepenhuis in zijn geboortestad Valenciennes en werkte in die periode eveneens in opdracht van de steden Ieper en Mechelen. Van al deze opdrachten zijn er geen schilderijen meer overgeleverd.
In het begin van de 20e eeuw, bij de opkomst van de neogotiek, hadden een aantal kunsthistorici de neiging om een aantal anonieme 14e-eeuwse schilderijen (zoals het retabel van Hakendover) toe te wijzen aan Beauneveu maar dit kon nooit bewezen worden.
De enige bewaarde schilderkunst van Beauneveu zijn de glasramen die hij vervaardigde voor de Heilige Kapel van de hertog van Berry in Bourges. De kapel werd tijdens de Franse Revolutie vernield maar enkele glasramen konden worden gered en werden geplaatst in de crypte van de kathedraal van Bourges. Zij stellen profeten voor, geschilderd in grisaille, in een naturalistische stijl.

### Miniatuurkunst
Beauneveu vervaardigde op het einde van zijn carrière 24 paginagrote miniaturen van profeten en apostels in het psalter van Jean de Berry. De kunstenaar werd in de inventaris van 1402 van de hertog vermeld als vervaardiger van de miniaturen. De figuren zijn geschilderd in grisaille en zitten op tronen die zeer gedetailleerd zijn uitgewerkt. In de miniaturen is duidelijk de invloed te zien van Jean Pucelle, waarvan de hertog reeds diens meesterwerk Getijdenboek van Jeanne d'Évreux bezat. Het psalter wordt bewaard in de Bibliothèque nationale de France.